# Henrik Tikkanen
Georg Henrik Tikkanen, född 9 september 1924 i Helsingfors i Finland, död 19 maj 1984 i Esbo i Finland, var en finlandssvensk illustratör och författare.

## Biografi
Henrik Tikkanen var son till arkitekten Toivo Robert Tikkanen och Kylliki Ingeborg Vitali, sonson till Johan Jakob Tikkanen och sonsons son till Paavo Tikkanen samt gift 1949–1962 med Lia Tikkanen och från 1963 gift med Märta Cavonius. Tikkanen hade ingen egentlig konstnärlig utbildning. Redan som tonåring bidrog han med illustrationer till veckotidningar och barnböcker, och tecknade serien "Konrad" som publicerades i Svenska Pressen. Efter studentexamen 1943 bedrev han fria konststudier och fick en viss vägledning i grafiska tekniker från några verksamma grafiker. Åren 1947–1967 var Tikkanen kåsör och tecknare i Hufvudstadsbladet och från 1967 i den finskspråkiga dagstidningen Helsingin Sanomat och i Dagens Nyheter från 1977.
Speciellt kända är Tikkanens stadsvyer från Helsingfors, i vilka han med enkla linjer avbildade stadens karakteristika. Som tecknare arbetade han huvudsakligen med tusch och utförde en rad svartvita teckningar som snabbtecknare på olika restauranger och företag i Finland. I en minnesruna skriver Ingemar Unge att det är just ”aforismen och den kalligrafiskt eleganta teckningen” som är ett uttryck för hans personlighet. Tikkanen som den snärtiga formuleringens mästare. Unge beskriver hur Tikkanen ”kunde beskriva skönheten hos en tecknad linje, musiken i linjen, de toner som alla tecknare söker frambringa, hur han kunde bli betagen i en vacker linje och hans konstnärliga medvetenhet”. Han medverkade i ett stort antal utställningar i Finland, Danmark och Sverige. Tikkanen är representerad vid bland annat Göteborgs konstmuseum och Svenska klubben i Ekenäs.
Tikkanen är också känd för sitt författarskap. Han skrev en serie självbiografiska och utlämnande böcker, bland annat i Gatu-pentologin, - Brändövägen 8, Bävervägen 11, Mariegatan 26, Georgsgatan, Henriksgatan - där han gjorde upp med sin finlandssvenska borgerliga bakgrund. Dessa böcker var en av orsakerna till Tikkanen-Kihlman-debatten som bland annat handlade om den negativa bild de båda författarnas självbekännelser givit av den finlandssvenska överklassen. Som författare utgav han 1955 boken Kär i Stockholm som han själv illustrerade med människotyper, gatubilder, restaurangliv och arkitektur från efterkrigstidens Stockholm.

## Priser och utmärkelser
- Eino Leino-priset 1975